# 原子力損害の補完的補償に関する条約
原子力損害の補完的補償に関する条約（げんしりょくそんがいのほかんてきほしょうにかんするじょうやく、英：Convention on Supplementary Compensation for Nuclear Damage）は、1997年に国際原子力機関で採択された、原子力事故による損害の補償に関する条約。頭文字から「CSC」とも略される。
原子力損害の範囲、賠償責任は過失の有無にかかわらず事故発生国の原子力事業者が負うこと、締約国は少なくとも3億SDR以上の額を国内事故賠償のために確保すべきこと、それ以上の一定額を超える損害が発生した場合には締約各国による拠出金からまかなわれること、補償は国籍や住所で差別することなく行われるべきこと、裁判の管轄は事故発生国とすることなどを定める。
5か国以上の加盟かつ、熱出力が合計4億キロワットの要件で発効（2014年9月23日現在未発効）。アメリカ合衆国、アルゼンチン、モロッコ、ルーマニア、アラブ首長国連邦が加盟。日本では2014年11月19日に国会承認がなされた。
加盟5か国がいずれも賠償額に上限を設ける有限責任であり、事故を起こした事業者が無限責任を負うと定める日本の原子力損害賠償法と異なる。
事故責任は原子力事業者が集中して負うため、メーカーには及ばない。
2015年4月15日、締約国は日本、米国など6カ国で発効。

## 日本での評価
原発ゼロの会事務局長の阿部知子は、CSCは賠償額が非常に低く被害者賠償にならない。事故が起きたら賠償額が不足するのは福島県で分かったはずなのに、日本政府がメーカーの責任を免責するのは無責任だ、と批判した。
福島第一原発事故で進められている汚染水対策や廃炉に海外の企業が参加しやすくなる効果があり、政府は参入環境を整えることを締結理由に挙げている。裁判管轄権の集中によってアメリカ企業が自国での巨額の賠償請求リスクを抱えずに済むことで、参加を後押しされる面がある。
日弁連は2014年8月、CSC加盟反対を訴える意見書を経済産業省や文部科学省に提出した。反対理由として損害の定義が限定され、風評被害や精神的苦痛が含まれない可能性があり、除染等の回復費用の請求が国が承認されたものにのみ認められることから、賠償の範囲が限定されるおそれがあって被害者保護に欠けること、提訴が事故発生国でしかできなくなるために発生国の規定が不十分であった場合、救済が十分に行われないおそれがあることなどを挙げた。また、条約締結は原発輸出を目的としたものと指摘し、輸出による人権侵害や環境破壊のおそれがあるため、行うべきでないとした。